# Frättentjärnen (Anundsjö socken, Ångermanland)
Frättentjärnen är en sjö i Örnsköldsviks kommun i Ångermanland och ingår i Ångermanälvens huvudavrinningsområde.